# Leander Popp
Leander Popp (* 26. Mai 2005 in Berlin) ist ein deutscher Fußballspieler. Der Linksaußen steht als Leihspieler der SpVgg Greuther Fürth derzeit im Drittligakader von Viktoria Köln.

## Sportlicher Werdegang
Popp spielte in der Jugend beim 1. FC Union Berlin sowie ab 2018 beim Lokalrivalen Hertha BSC, wo er in der B-Junioren- sowie A-Junioren-Bundesliga zum Einsatz kam. Dabei zählte er in der B-Junioren-Bundesliga-Spielzeit 2021/22 zu den besten Torschützen der Nord/Nordost-Staffel und rückte anschließend in die A-Junioren-Mannschaft auf, mit der er am Ende der  A-Junioren-Bundesliga-Spielzeit 2021/22 ins Meisterschaftsfinale einzog. Bei der 1:2-Niederlage der von Ex-Profi Michael Hartmann trainierten Mannschaft rund um Mannschaftskapitän Mesut Kesik, Teoman Gündüz, Mustafa Abdullatif, Lukas Ullrich und Luca Wollschläger gegen den Nachwuchs von Borussia Dortmund stand er in der Startelf. Parallel avancierte er zum Nachwuchsnationalspieler und lief nach seinem Debüt für die deutsche U-16-Juniorenauswahl auch für die U-17- sowie später U-18-Nationalmannschaften des DFB auf. Erste Luft im Erwachsenenfußball schnupperte er für die in der Regionalliga Nordost antretende U-23-Mannschaft des Klubs, für die er im Oktober 2023 er bei einem 3:3-Remis gegen den 1. FC Lok Leipzig  debütierte. Bis zur Winterpause der Spielzeit 2023/24 lief er insgesamt sechsmal in der vierthöchsten Spielklasse auf.
Im Januar 2024 verließ Popp Hertha BSC und schloss sich dem Zweitligisten SpVgg Greuther Fürth an, bei dem er einen bis Sommer 2027 gültigen Vertrag unterzeichnete. Am 28. Januar debütierte er unter Alexander Zorniger als Einwechselspieler für Tim Lemperle in der Nachspielzeit im Profifußball, um beim 2:1-Erfolg über Holstein Kiel als direkten Konkurrenten im Aufstiegskampf Zeit von der Uhr zu nehmen. Auch in den folgenden Partien kam er zu Kurzeinsätzen, ehe er nach Knieproblemen aus dem Kader rutschte und zeitweise bei der in der Regionalliga Bayern antretenden Reservemannschaft Spielpraxis sammelte. Gegen Ende der Zweitliga-Spielzeit 2023/24 wieder regelmäßig im Kader stehend, erreichte er mit insgesamt sechs Einsätzen als Einwechselspieler im Endklassement den achten Tabellenplatz. In der Hinrunde der Spielzeit 2024/25 kam er auch nach einem Trainerwechsel von Zorniger zu Interimstrainer Leonhard Haas und letztlich Jan Siewert erneut nur zu unregelmäßigen Spieleinsätzen im Profifußball und spielte teilweise abermals vornehmlich für die U-23-Mannschaft. 
Im Januar 2025 wechselte Popp auf Leihbasis bis zum Sommer zum im Abstiegskampf befindlichen Drittligisten SpVgg Unterhaching. Dort stand er unter Trainer Heiko Herrlich direkt in der Startelf.
Zur Spielzeit 2025/26 wurde Popp erneut in die 3. Liga verliehen, diesmal zu Viktoria Köln.